# Рехневский, Юлий Семёнович
Юлий Семенович Рехневский (1824—1887) — писатель и историк, педагог.
Окончил курс в московском университете, был преподавателем в гимназии, затем присяжным стряпчим при петербургском коммерческом суде, позже членом либавской городской управы.
Редактировал в 1861—1866 г. «Журнал Министерства Народного Просвещения», и напечатал статьи:
- «Крестьянское сословие в Польше» («Русский Вестник», 1858 г., кн. 9 и 10);
- «Польские приходорасходные книги XVII и XVIII столетий» («Вестник Императорского Русского Географического Общества», 1859 г., ч. XXV, № 1),
- «Очерк истории народных школ в Германии» («Журнал Министерства народного просвещения», 1860 г., кн. 10 и 11),
- «Из педагогической практики директора частного пансиона» (ib., 1861 г., кн. 11),
- «Императорская публичная библиотека в эпоху перехода в ведомство министерства народного просвещения» (Санкт-Петербург, 1863 г.; вместе с Собольщиковым),
- «Константин Дмитриевич Ушинский» («Вестник Европы», 1870 г., № 2)
- и др.